# Comuna Tâmna, Mehedinți
Tâmna este o comună în județul Mehedinți, Oltenia, România, formată din satele Adunații Teiului, Boceni, Colareț, Cremenea, Fața Cremenii, Izvorălu, Manu, Pavăț, Plopi, Tâmna (reședința) și Valea Ursului.

## Demografie
Componența etnică a comunei Tâmna
     Români (76,29%)
     Romi (7,78%)
     Alte etnii (0%)
     Necunoscută (15,93%)
Componența confesională a comunei Tâmna
     Ortodocși (81,46%)
     Baptiști (1,91%)
     Alte religii (0,62%)
     Necunoscută (16%)
Conform recensământului efectuat în 2021, populația comunei Tâmna se ridică la 2.881 de locuitori, în scădere față de recensământul anterior din 2011, când fuseseră înregistrați 3.260 de locuitori. Majoritatea locuitorilor sunt români (76,29%), cu o minoritate de romi (7,78%), iar pentru 15,93% nu se cunoaște apartenența etnică. Din punct de vedere confesional, majoritatea locuitorilor sunt ortodocși (81,46%), cu o minoritate de baptiști (1,91%), iar pentru 16% nu se cunoaște apartenența confesională.

## Politică și administrație
Comuna Tâmna este administrată de un primar și un consiliu local compus din 13 consilieri. Primarul, Daniel Ciocîrlan[*], de la Partidul Social Democrat, este în funcție din 1 noiembrie 2024. Începând cu alegerile locale din 2024, consiliul local are următoarea componență pe partide politice:
|  | Partid                          | Consilieri | Componența Consiliului | Componența Consiliului | Componența Consiliului | Componența Consiliului | Componența Consiliului | Componența Consiliului | Componența Consiliului | Componența Consiliului |
|  | ------------------------------- | ---------- | ---------------------- | ---------------------- | ---------------------- | ---------------------- | ---------------------- | ---------------------- | ---------------------- | ---------------------- |
|  | Partidul Social Democrat        | 8          |                        |                        |                        |                        |                        |                        |                        |                        |
|  | Alianța pentru Unirea Românilor | 5          |                        |                        |                        |                        |                        |                        |                        |                        |

## Educație
Comuna are patru școli elementare locate la Izvorălu (I-VIII), Pavăț (I-IV), Plopi (I-IV) și Valea Ursului (I-VIII). După completarea ciclului gimnazial, elevii locali continua studiile la licee din Severin, Strehaia sau Craiova. 

## Puncte de interes
Biserica, monument istoric, cu hramul „Sfântul Nicolae”, din centrul de comună; construită între anii 1801-1808 de boierul Gheorghe Isvoranul și soția sa Bălașa, pe o movilă ovală, pe locul unei biserici vechi din lemn. Cealaltă biserică monument istoric se află în satul Valea Ursului, datează din secolul XVIII, are hramul „Sfântul Mare Mucenic Gheorghe” și nu mai este folosită pentru serviciul liturgic. Înconjurată de pădurea Foaienfirului, frumusețea locului este îmbogățită de târgul comunal care are loc în fiecare vineri între orele 8 și 11. În ultima săptămâna din luna octombrie are loc bâlciul anual al comunei, în care localnicii se pot bucura de dansuri și muzică, jocuri și produse alimentare specifice.

## Galerie de imagini
|                                           |              |          |                      |              |
| Biserica din lemn din satul Valea Ursului | Râul Hușnița | Primăria | Școala Valea Ursului | Ferma Șerban |
|                                           |              |          |                      |              |
| Târgul                                    |              |          |                      |              |